# Християн Томазій
Християн Томазій (1 січня 1655, м. Лейпциг — 23 вересня 1728, м. Галле) — німецький правознавець, діяч Просвітництва, перший з німецьких філософів почав писати і виступати з лекціями німецькою (1687).